# 賈瑞 (武術運動員)
賈瑞（JIA Rui，1987年2月18日—），SLM，河南开封人，17歲時以「外援」身份被送往澳門交流，曾為澳門奪得歷史性首面亞運會金牌，現為澳門男子武術運動員。

## 簡歷
贾瑞9岁开始习武，曾在开封体校学習武術。2003年，17岁的贾瑞通过国家武术管理中心与澳门方面的交流项目，以外援身份前往澳门，代表澳门參加武术比賽，並同时进入当地的澳門理工學院就讀，每天要兼顾练武和上学。
2005年，贾瑞代表澳門在东亚运动会夺取金牌，澳门特區政府先後给他颁发了功績獎狀和體育功績勳章，其後又安排他成為2008年北京奥运会的火炬接力手。2007年，贾瑞在北京舉行的世界武术锦标赛中获棍术冠军；2009年又在多伦多舉行的世界武术锦标赛中获得刀术冠军。
2010年11月，賈瑞代表中國澳門出戰廣州亞運會，參加武術比賽，奪得男子刀术棍术全能金牌。

## 榮譽

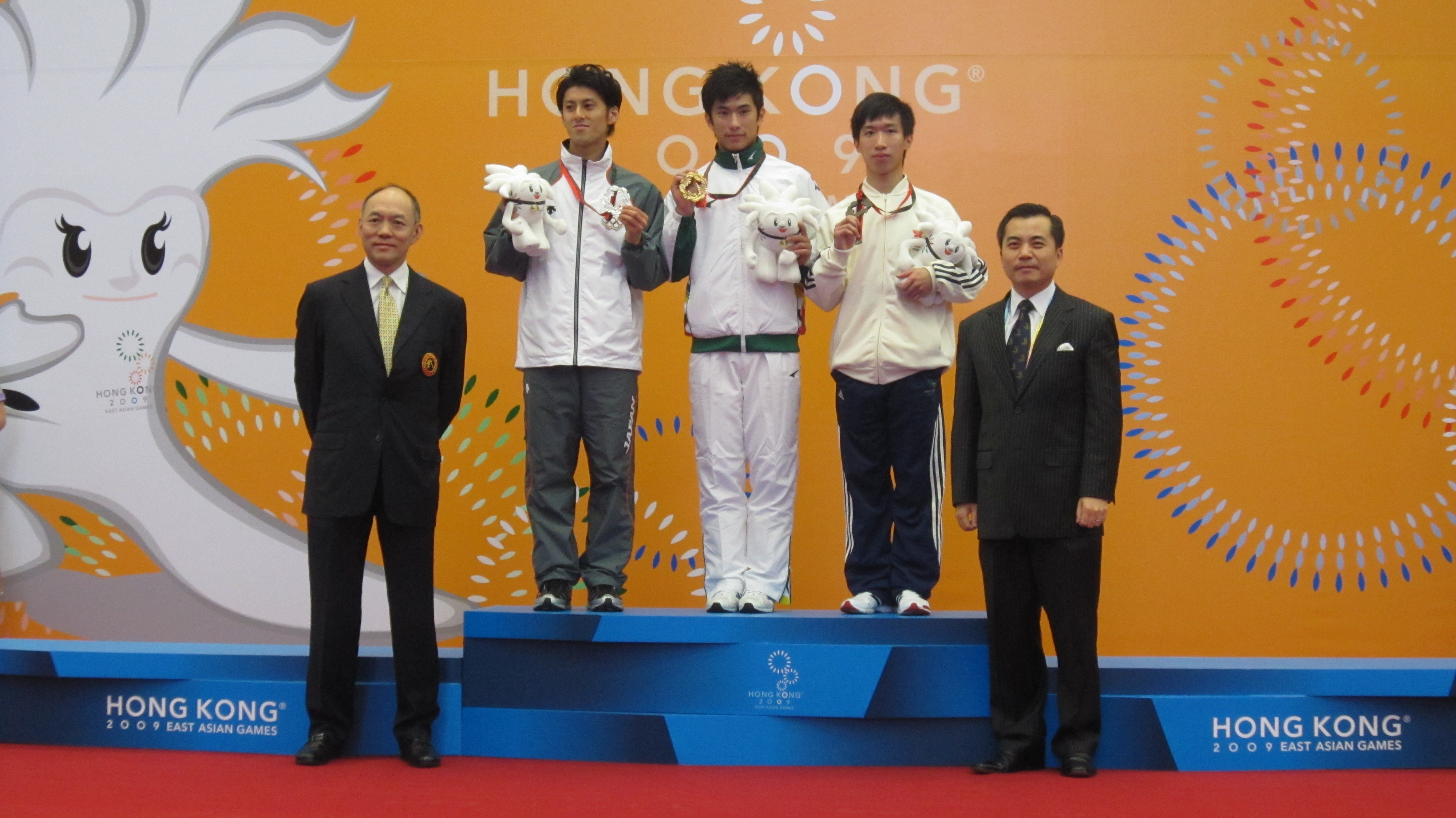
賈瑞在2009年東亞運動會男子長拳項目奪得金牌

- 澳門特區政府嘉獎

功績獎狀（2005年）
體育功績勳章（2007年）
銀蓮花榮譽勳章（2013年）
- 澳門傑出運動員選舉

「澳門傑出運動員」（2007年、2009年、2011年 、2013年- 共4次當選）
「最受歡迎澳門運動員」銅獎 （2011年）